# 梅卡瓦主战坦克
梅卡瓦主戰坦克（英語：Merkava，羅馬化：Merkavah，中文又譯作馳車式，意譯為古代的馬戰車）是以色列國防軍目前的主戰坦克之一。
以色列自1947年建國後主要依賴美國援助的舊式坦克作戰，二次大戰的雪曼坦克在六日戰爭仍是以色列陸軍的主要裝備，敘利亞及埃及則已經裝備T-55及T-62，面對世代差距，以色列一直尋求購買最新式的坦克，在1966年曾與英國商討引入酋長式坦克，但後來因為阿拉伯國家向英國施壓而告吹。1970年8月以色列當時的財政部長沙皮爾主持召開了由國防部長、國防軍總司令、國防軍總參謀長以及國防部、財政部的其他相關人士共同參加的會議，決定自主研製國內第一種主戰坦克－「梅卡瓦」。車體因採用前置引擎設計，所以車體後方有廣闊空間，可根据需要更改用途。如安装2付弹药架装载48枚105毫米（MK1/2）或40枚120毫米（MK3/4）弹药，或安装2付长条椅搭載5-6名步兵，或安装2付担架再在过道摆放1付担架运载3名伤兵，使其兼有步兵戰車的功能，但拆除弹药架搭载步兵或伤员后，坦克只有存于炮塔各处的5-10枚炮弹可用。

## 設計
梅卡瓦主戰坦克由以色列·塔爾少校提出和主持設計。根據他在前線作戰的經驗，梅卡瓦主戰坦克MK I至MK IV的各次改進，都特以针对中东诸国步兵或二流装甲部队贫弱的火力，加上以色列較少的人口，而以提高防護能力為優先考慮，將車組成員的保護放在第一位。為了達到這個目的，它在火力、机动力和防御力三者的平衡中，选择优先增强防御力，虽然其防护能力面对世界一流反坦克武器和装甲车辆时仍显不足。
采用發動機前置於車體作为附加护盾（瑞典的S型戰車也采用类似的设计）。在MK I的引擎前有兩層鋼裝甲，在內外兩層中則有燃油緩衝劑。MK III以後則改為中空間隔複合裝甲。空氣由左流入發動機，再由右排出。

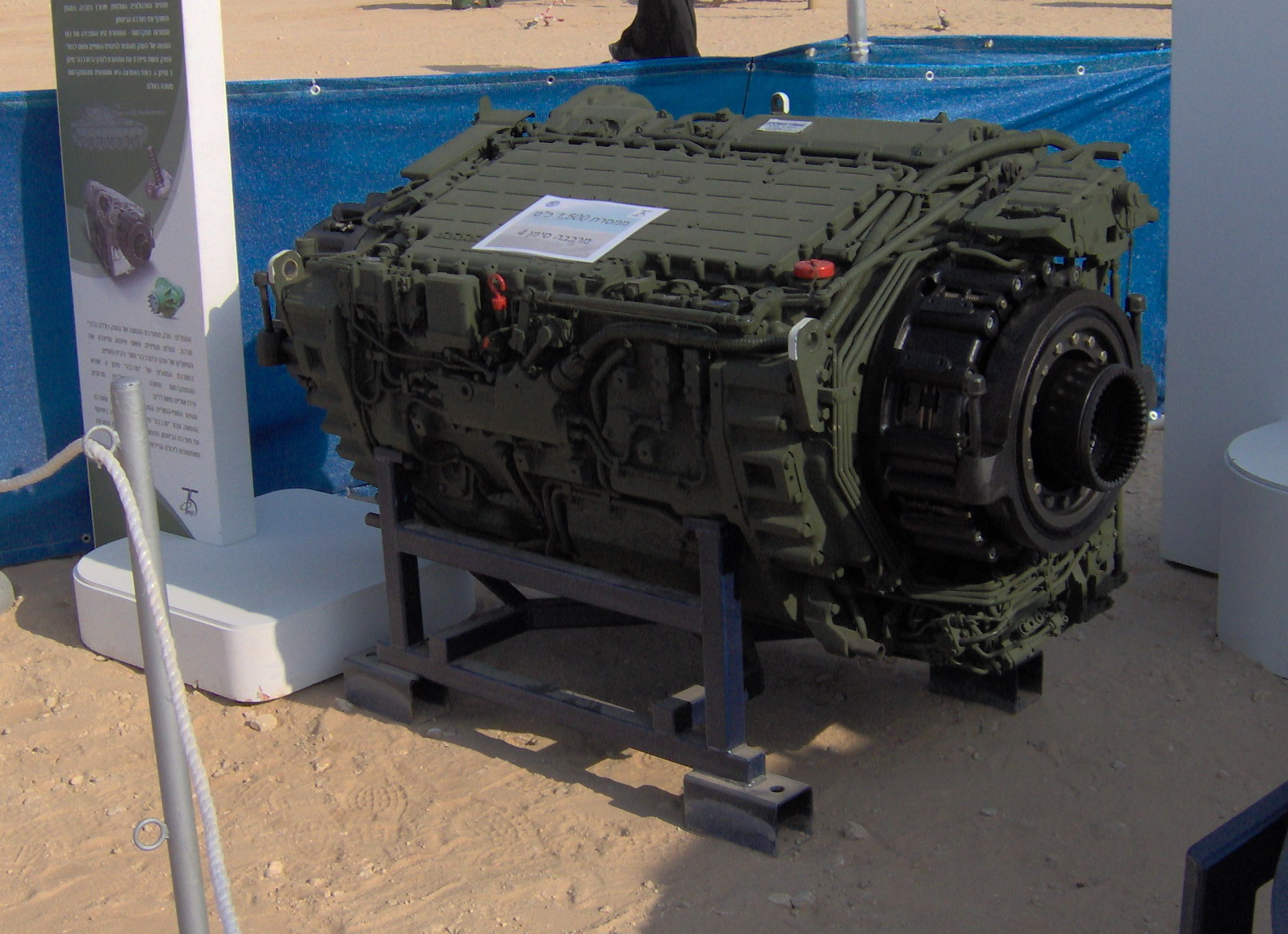
傳動套件

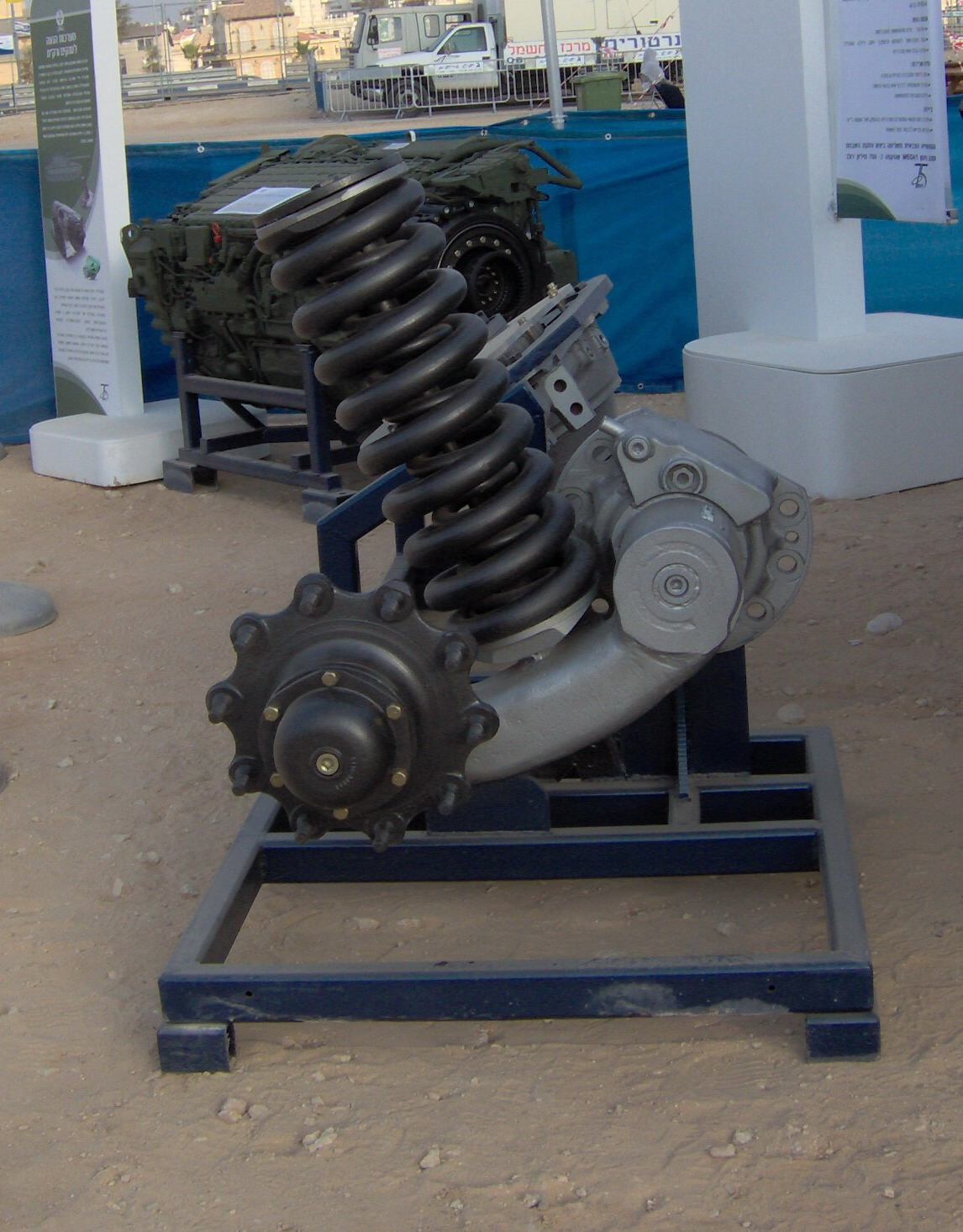
懸掛套件

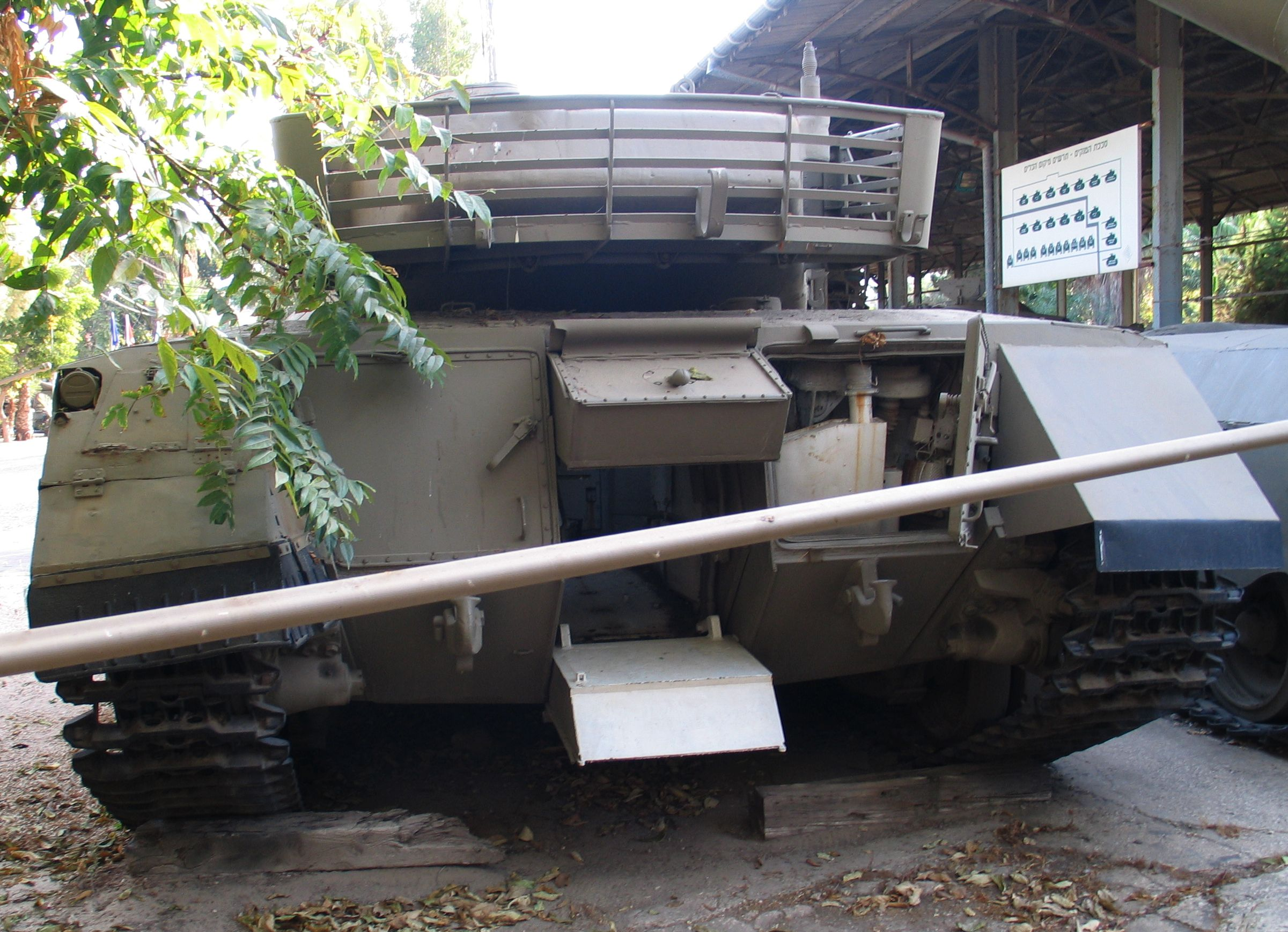
後部步兵艙開啟

由於梅卡瓦主戰坦克是以以軍多年戰爭中，血的教訓下而作研製的產品。因此應用了大量從作戰獲得的經驗設計該坦克。例如，在悬挂系统，以螺旋彈簧平衡懸掛系統顶替各國第三代主战坦克流行的高強度扭杆獨立懸掛系統和气液懸掛系統。因此可以見到梅卡瓦主戰坦克履帶比較闊，但卻可以在戰爭中數小時內快速更換，省去數週的維修時間。當然部份原因是以色列無力生產高強度扭力杆懸掛系統和液壓懸掛系統。到了MK III則改為簧桿獨立懸掛系統。此外坦克第4個較大托輪可以獨立使用，使戰爭中受損依然可以緊急撤離戰場。梅卡瓦具有優秀的防護外型，例如其獨特的砲塔外觀，具有不到20度水平倾角的首上装甲，与RPG-7的弹头外壳锥角接近，使得从水平方向射来的RPG-7的引信有一定概率撞不上其装甲。
梅卡瓦坦克在设计上最突出的特点就是动力舱前置，采用双缘大直径负重轮（780MM/760MM）；发动机纵置变速箱横置的动力系统布局。带来一系列的影响，如车体正面被弹面积大、火线高度过高（达到2.16米）、正面红外特征显著、重心靠前、主动轮前置导致履带效率下降等。受到首上装甲的影响，前置动力系统换装要进行6次吊装作业。梅卡瓦1、2、3型坦克采用AVDS-1790系列风冷发动机，冷却风扇布置在发动机上部，并在右前侧裙板上缘有明显的格子栅排散热/排烟窗口，造成右半侧首上装甲有一个鼓包凸起。梅卡瓦4型采用了GD-883型液冷发动机，散热器布置灵活，使得梅卡瓦4型的首上装甲成为一个完整的平面，并且敷设了复合装甲模块。车体前部装甲构件是多层间隙复合装甲，在间隙内盛放燃油。
梅卡瓦坦克除了待发弹以外将其他主炮弹药全部集中安置于车尾的多用途舱，降低了弹药被正面直接命中概率，但却有被RPG-7从侧后命中引爆的事件。弹药舱布置在车体尾部，可直接通过车尾舱门补充弹药。梅卡瓦坦克1、2型使用105毫米线膛炮，待发弹6发，立姿放置于炮塔吊篮侧壁，强调缩小炮塔的正面被弹面积，炮塔内不储存主炮弹药，而将弹药集中置于车体尾部。梅卡瓦3型使用120毫米滑膛炮，5发待发弹弹头向前水平放置在炮塔吊篮底部左前方，金属框架皮革外壳的人力旋转弹鼓内，位于驾驶员背后，炮塔左后炮手的脚下，炮塔右前装填手的左边。梅卡瓦4型使用120毫米滑膛炮，配备了双通道旋转式供弹机，10发待发弹分置于供弹机的2个5发弹鼓内，位于炮塔尾部隔离吊舱，电动选弹，仍需人力装填，较3型装填手与炮手交换了位置以便操作。炮塔尾仓配有由应力断裂螺栓固定的泄压板。梅卡瓦3、4型的主弹药舱与1、2型相同，仍位于车体尾部。本車主砲也可以發射拉哈特反坦克飛彈，射程超過8公里。
梅卡瓦根据与中东各国作战特点而特别设计，所以在各方面与苏美等国主战坦克有很大不同。在早期的中东战争中，以色列使用M60面对中东国家的装甲部队进攻通常作为固定炮台使用。因中东国家缺乏高科技的空中力量，又战术保守通常正面硬闯，所以应对M60正面防护的欠缺，梅卡瓦从设计时即强调正面和前侧面的防护，不需要太强的机动力和火力。作为初始设计即逾60吨的重型坦克，早期Mark I动力设计仅900马力，另负重轮采用外露易受损的普通螺旋弹簧悬挂，并将引擎作为可以牺牲的部分前置作附加护盾；且自Mark I至Mark III驾驶室右前方均有一隆起的引擎室，这也严重影响了驾驶员的右方视界，直至Mark IV重新设计了车体，加高车身提高驾驶座，驾驶室与引擎室外表面平齐后才略有改善。因此梅卡瓦从I起至IV均为驾驶员和车长设置了车内闭路电视系统，作为对光学系统盲区的补充，并为炮塔右后方的车长增设了一套电传驾驶系统，在必要时可优先从驾驶员手中取得操作权，直接驾驶梅卡瓦行驶。又将主要的复合装甲配置于车体前方和前侧面，以及炮塔正面和侧面，前方防护极大加强，而相对同级主战坦克，梅卡瓦的尾舱门和后方装甲设计却类似一般装甲车，有被RPG从后方击中右后弹药舱而殉爆炸毁车身炸飞炮塔的战例。同时因中东国家也缺乏现代主战坦克，梅卡瓦采用了以Rh120为基础自行设计的 120mm滑膛火炮，火炮体积、弹药、威力较北约多国采用的Rh120均小，直至Mark IV才可应急通用Rh120的弹药，节省下的空间和承载力用于搭载步兵。从Mark I至Mark III，弹药均散布于炮塔和车尾弹药舱内，直至重新设计的Mark IV才有了有泄压口和隔离门的独立10发电动旋转主弹仓。当需要满载弹药时，大部分弹药于车体后部可拆卸的简易固定弹仓，以每6枚105毫米（MK1/2）或每1枚120毫米（MK3/4）炮弹一个皮制耐火防护套存于车体后部，与乘员同处一室，且与各国主战坦克的车体固定弹仓雷同，只有在炮塔处于恰当位置时（指向前方的一定角度内）才能开启；设置了固定弹仓时无法搭载步兵，搭载步兵或救护担架只有在拆除简易车体固定弹仓，仅存6（MK1/2）-5（MK3）-10（MK4）枚存于炮塔的弹药才有可能。自Mark I至Mark III升级中车体均未作改动，至Mark IV为适应功率及体积均提升的引擎，将原车体的引擎室切割去除，更换新设计的车体前端，顺带提高了驾驶座。

## 战史
1982年，180輛梅卡瓦MK I在第五次中東戰爭首次出戰，戰後開始被改進，包括60毫米迫擊砲改為遙控擊發、解決主炮在擊發時可能卡住炮塔問題、加裝裝甲網以提早引爆敵人反坦克飛彈和火箭推進榴彈、改良裝甲以提高戰場存活能力。MK I生產持續至1983年。另外经常有说法称它击毁T-72而有俄国人声称T-72对它战损比占优，但又有说法称它们没有碰过面，按这种说法，在坦克对战中曾击毁梅卡瓦的是T-62，而击毁T-72的是马加奇坦克并且T-72的最大一次损失战斗是被以军反坦克导弹伏击。總結而言它证明了面对AT-3导弹和RPG-7的防护是很有效的，相对以军的上一代百夫长坦克是一大进步。
2006年以黎冲突中虽有五十辆梅卡瓦在大量IED（土製炸彈）和穿透力一流的RPG-29、AT-13「薩克斯號-2」及9M133“短號”反坦克飛彈打击下被击中（真主党共发射了一千多枚反坦克导弹），但有8辆当时仍能执行任务，只有24辆击穿装甲而退出戰場，绝大部分後來修复。其中有两辆IV型因IED和短号导弹永久损失，而且有一辆IV型开到IED上但由于V形车底只死亡一名乘员，其余六名乘员和步兵免于死亡，共计五辆永久损失。所有陣亡坦克乘员中，23人有18人是五辆永损车中的。
战后以军方称梅卡瓦表现令人满意，有观察家也认为尽管该车暴露出一些缺点，但整体的表现是可圈可点的。目前，尚无证据能证明此战中有一辆梅卡瓦是正面击毁的。但在2023年的巴以冲突中，有多台梅卡瓦坦克被哈马斯击毁或缴获。

## 車族
| 梅卡瓦MK I           | 梅卡瓦MK I | 梅卡瓦MK I                                                       | 梅卡瓦MK I      |
| -------------------- | --- | ---------------------------------------------------------------- | --------------- |
| 梅卡瓦MK I           | 1979年，第一台梅卡瓦主戰坦克交付以色列國防軍，型號為梅卡瓦MK I。全重達63噸，是當時世界上最重的主戰坦克，也是當時世界上防護能力最強的主戰坦克，其後大量生產，MK I裝有由美國引進的105毫米M68线膛炮（美國取得英國皇家兵工廠授權的版本）、900匹柴油引擎（比重14匹／噸）、兩把7.62毫米機槍，一門可收進車殼內的60毫米迫擊砲。 | 105毫米M68线膛炮 兩把7.62毫米機槍 60毫米迫擊砲                   | 900匹柴油引擎   |
| 梅卡瓦MK II          | |                                                                  |                 |
|                      | 是MK I的改進型在1983年開始生產，裝有105毫米主炮，改裝了火控系統和裝甲，傳動系統由MK I的半自動改為以色列設計的4檔自動排檔箱。MK II一直生產到1989年末。 - MK IIB- 裝有熱影像瞄準儀及未具體說明的火控系統改進。 - MK IIC- 頂部有更多裝甲以防護空中攻擊。 - MK IID- 車體與砲塔裝現代化複合裝甲。 | 105毫米M68线膛炮 兩把7.62毫米機槍 60毫米迫擊炮                   | 900匹柴油引擎   |
| 梅卡瓦MK III         | |                                                                  |                 |
|                      | 於1990年交付以色列軍方，主要是在MK II的車體基礎上，換裝了以色列自行研製的120毫米口徑滑膛坦克炮，但沒有炮口校準儀，使用氮液作後座緩衝劑和新的熱護套。炮塔操縱由液壓方式改為電子控制，避免在戰鬥中被擊中後液壓油著火。改用1,200匹柴油引擎，極速達每小時60公里，火控系統升級，裝甲改為模組化設計以利戰鬥中快速更換受損部位，全重65噸。 | 120毫米口徑滑膛炮 兩把7.62毫米機槍 60毫米迫擊砲                  | 1,200匹柴油引擎 |
| 梅卡瓦MK IV          | |                                                                  |                 |
|                      | 于1999年10月开始研发2001年进入生产阶段。首批MK4坦克在2002年6月28日服役，2003年7月开始作战训练，第一个梅卡瓦MK4坦克营于2004年正式组建。主要改進是將發動機改為MTU的1,500匹引擎，傳動系統改為5檔自動排檔箱。由於引擎由氣冷改為液冷，所以引擎較大。因此MK I-MK III不能直接升級至MK IV，需将前方引擎舱切割更换，工作量较大，效果却勉强，因此仅部分MK III进行了升级。2010年以军共有320辆IV型并还在以每年60辆的速度增订。 - 梅卡瓦LIC（Low intensity conflict）是以梅卡瓦主战坦克改裝的低強度作戰版本，改用12.7毫米同軸機槍，以配合在城市戰中的友軍士兵作戰。 | 120毫米口徑滑膛炮 兩把7.62毫米機槍 一把12.7公釐機槍 60毫米迫擊砲 | 1,500匹柴油引擎 |
| 梅卡瓦索爾丹姆自走炮 | |                                                                  |                 |
|                      | 裝有155毫米榴彈炮，全重45噸，射程達45公里以上，可在行走中發射。155毫米榴彈由Soltam在1984年至1986年制造。梅卡瓦索爾丹姆只有兩部原型，沒有正式生產。此砲比美國M109系列自走炮更優秀，行走中也能發射，但以色列國防軍目前仍採用M109自走炮。 | 155毫米榴彈砲 兩把7.62毫米機槍                                   | 900匹柴油引擎   |
| 雌虎步兵戰車         | |                                                                  |                 |
|                      | 由梅卡瓦MK1修改而成，由於有高達200輛以上的梅卡瓦MK1無法直接將砲塔更換為120毫米炮，因此以色列計畫將這批戰車修改為步兵戰鬥車取代M113在高強度城鎮戰中之地位，這種修改版稱為「雌虎」（Nammer（Tigress））。 | 兩把7.62毫米機槍 60毫米迫擊砲                                    | 900匹柴油引擎   |
| 梅卡瓦裝甲回收車     | |                                                                  |                 |
|                      | |                                                                  |                 |
| 梅卡瓦裝甲救護車     | |                                                                  |                 |

## 流行文化
僵尸世界大战 (2019年游戏)